# Фролов, Иван Тимофеевич (Герой Советского Союза)
Иван Тимофеевич Фролов (20 мая 1918, с. Вторая Кривка, Тамбовская губерния — 3 мая 1977, Липецк) — Гвардии старший лейтенант Советской Армии, участник Великой Отечественной войны, Герой Советского Союза (1945).

## Биография
Родился 20 мая 1918 года в селе Вторая Кривка (ныне — Грязинский район Липецкой области). После окончания восьми классов школы работал слесарем. В 1939 году был призван на службу в Рабоче-крестьянскую Красную Армию.
В 1941 году окончил Тамбовскую военную авиационную школу пилотов. С января 1943 года — на фронтах Великой Отечественной войны.
К апрелю 1945 года гвардии старший лейтенант Иван Фролов командовал звеном 166-го гвардейского штурмового авиаполка 10-й гвардейской штурмовой авиадивизии 17-й воздушной армии 3-го Украинского фронта. К тому времени он совершил 114 боевых вылетов на воздушную разведку, бомбардировку и штурмовку скоплений боевой техники и живой силы противника, нанеся ему большие потери.
Указом Президиума Верховного Совета СССР от 18 августа 1945 года гвардии старший лейтенант Иван Фролов был удостоен высокого звания Героя Советского Союза с вручением ордена Ленина и медали «Золотая Звезда».
После войны продолжал службу в военной авиации. Служил в своём полку в Закавказском военном округе. В июне 1946 года медицинской комиссией признан негодным к летной работе и был уволен в запас.
Жил в Липецке, работал директором Липецкой городской типографии, редактором газеты «Липецкая коммуна», секретарем партбюро трубного завода. В 1959 году окончил Высшую партийную школу при ЦК КПСС.
Скончался 3 мая 1977 года.
Был также награждён тремя орденами Красного Знамени, орденом Отечественной войны 1-й степени и рядом медалей.